# Plaxico Burress
Plaxico Antonio Burress (Norfolk, 12 agosto 1977) è un ex giocatore di football americano statunitense che ha giocato nel ruolo di wide receiver nella National Football League (NFL). Fu scelto come ottavo assoluto nel Draft NFL 2000 dagli Steelers. Al college giocò a football all'Università statale del Michigan.

## Carriera professionistica

### Pittsburgh Steelers
Burress nel draft 2000 venne selezionato dai Pittsburgh Steelers come 8a scelta assoluta. Debuttò nella NFL il 3 settembre 2000 contro i Baltimore Ravens. Con gli Steelers giocò 71 partite di cui 67 da titolare.

### New York Giants
Il 17 marzo del 2005 firmò con i Giants un contratto di 6 anni, per un valore totale di 25 milioni di dollari.
Nella stagione 2007 vinse con loro il suo primo Super Bowl.
Il 28 novembre 2008 venne arrestato dopo essersi sparato accidentalmente ad una gamba con una pistola Glock che teneva nei jeans durante una serata in un night-club. Fu condannato a 20 mesi di reclusione con l'accusa di detenzione abusiva di armi da fuoco. Il 3 aprile del 2009 venne svincolato dai Giants.

### New York Jets
Il 31 luglio 2011 ritornò a giocare nella NFL per i Jets, firmando un contratto di un anno per un totale di 3,017 milioni di dollari.
Nella prima partita del ritorno a New York al MetLife Stadium nella gara di pre-stagione contro i Cincinnati Bengals, Burress ricevette un passaggio da Mark Sanchez nella prima giocata del primo del primo drive dei Jets e poi segnò un touchdown nel quarto successivo. Il 23 ottobre 2011, in una gara contro i San Diego Chargers, Burress ricevette 3 passaggi da touchdown da Mark Sanchez pareggiando il suo record in carriera.

### Ritorno agli Steelers
Dopo la fine dell'esperienza con i Jets, Burress rimase senza squadra per tutta la prima parte della stagione 2012, finché il 20 novembre gli Steelers, a corto di ricevitori, annunciarono il suo ritorno. Il suo unico touchdown stagionale lo segnò nella vittoria della settimana 17 contro i Cleveland Browns.
Il 12 marzo 2013, gli Steelers annunciarono il rinnovo del giocatore per la stagione 2013 al minimo salariale. L'8 agosto Burress si ruppe la cuffia del rotatore, infortunio che lo costrinse a perdere tutta la stagione 2013.

## Palmarès
- Super Bowl : 1 Vincitore del Super Bowl XLII
- (1) Comeback Player of the Year per The Sporting News (2011)